# Seventh Wonder
I Seventh Wonder sono un gruppo musicale progressive metal originario di Stoccolma, Svezia, fondato nel 2000.

## Storia del gruppo
I Seventh Wonder furono fondati nel 2000 dal bassista Andreas Blomqvist, dal chitarrista Johan Liefvendahl e dal batterista Johnny Sandin dopo lo scioglimento di una loro precedente band. La formazione si completò con l'aggiunta del tastierista Andreas Kyrt Söderin e del cantante Ola Halén e fu realizzato e pubblicato un primo demo, intitolato Seventh Wonder e uscito nel 2001.
Nel 2002 Halén abbandonò il gruppo e fu rimpiazzato da Andi Kravljaca. Con quest'ultimo, i Seventh Wonder realizzarono il secondo demo, intitolato Temple in the Storm e pubblicato nel 2003, e il primo album in studio Become, pubblicato nel 2005 dalla Lion Music. L'anno successivo, Kravljaca lasciò il gruppo e fu sostituito da Tommy Karevik. Con lui, i Seventh Wonder pubblicarono nel 2006 Waiting in the Wings, disco prodotto da Tommy Hansen, e valorizzato da ottimi giudizi e recensioni.
Nel 2007 il gruppo si è esibito in Svezia, Danimarca, Norvegia, Regno Unito e Paesi Bassi assieme ad artisti quali Jørn Lande, Pagan's Mind, Queensrÿche, Testament, Sun Caged e Redemption.
Nel 2008 fu pubblicato il terzo album in studio del gruppo, il concept album Mercy Falls. Il 14 agosto 2010 il batterista Johnny Sandin ha abbandonato la formazione. Senza un batterista stabile, fu pubblicato un nuovo album, a titolo The Great Escape, nel dicembre 2010. Nel 2011, i Seventh Wonder hanno annunciato come batterista Stefan Norgren.
Nel 2018 venne pubblicato il loro quinto album, Tiara. Il 10 giugno 2022 è stata la volta del sesto album The Testament.

## Formazione
Attuale
- Tommy Karevik – voce (2005-presente)
- Johan Liefvendahl – chitarra (2000-presente)
- Andreas Blomqvist – basso (2000-presente)
- Andreas Söderin – tastiera (2000-presente)
- Stefan Norgren – batteria (2011-presente)

Ex componenti
- Ola Halén – voce (2001-2002)
- Andi Kravljaca – voce (2002-2005)
- Johnny Sandin – batteria (2000-2010)

## Discografia
- 2005 – Become
- 2006 – Waiting in the Wings
- 2008 – Mercy Falls
- 2010 – The Great Escape
- 2018 – Tiara
- 2022 – The Testament